# Открытый (остров)
Откры́тый — остров архипелага Северная Земля. Административно относится к Таймырскому Долгано-Ненецкому району Красноярского края.

## Расположение
Расположен в Карском море в центральной части архипелага в центральной части пролива Красной Армии в 100 метрах к западу от полуострова Гусиный (остров Октябрьской Революции). В 3 километрах к северу от Открытого лежит остров Комсомолец. Вместе с побережьем острова Октябрьской Революции образует бухту Тихая, лежащую к югу от него.

## Описание
Имеет вытянутую с юга на север вдоль берега полуострова Гусиный форму длиной 2,3 километра и шириной до 800 метров. Берега ровные, по большей части пологие, лишь северное окончание острова заканчивается невысокими беспляжными обрывами. Пологий, максимальная высота не превышает 17 метров. Менее чем в 100 метрах к северу от Открытого лежит небольшой безымянный остров.

## Топографические карты
- Лист карты U-46-XXXIV,XXXV,XXXVI ледн. Отдельный. Масштаб: 1 : 200 000. Состояние местности на 1988 год. Издание 1993 г.